# Calamaria acutirostris
Calamaria acutirostris este o specie de șerpi din genul Calamaria, familia Colubridae, descrisă de Boulenger 1896. Conform Catalogue of Life specia Calamaria acutirostris nu are subspecii cunoscute.